# فونار أشعر
فونار أشعر (الاسم العلمي:Funaria pilifera) هو نوع من النباتات يتبع جنس الفونار من الفصيلة الفونارية.